# 黃子佼性犯罪醜聞

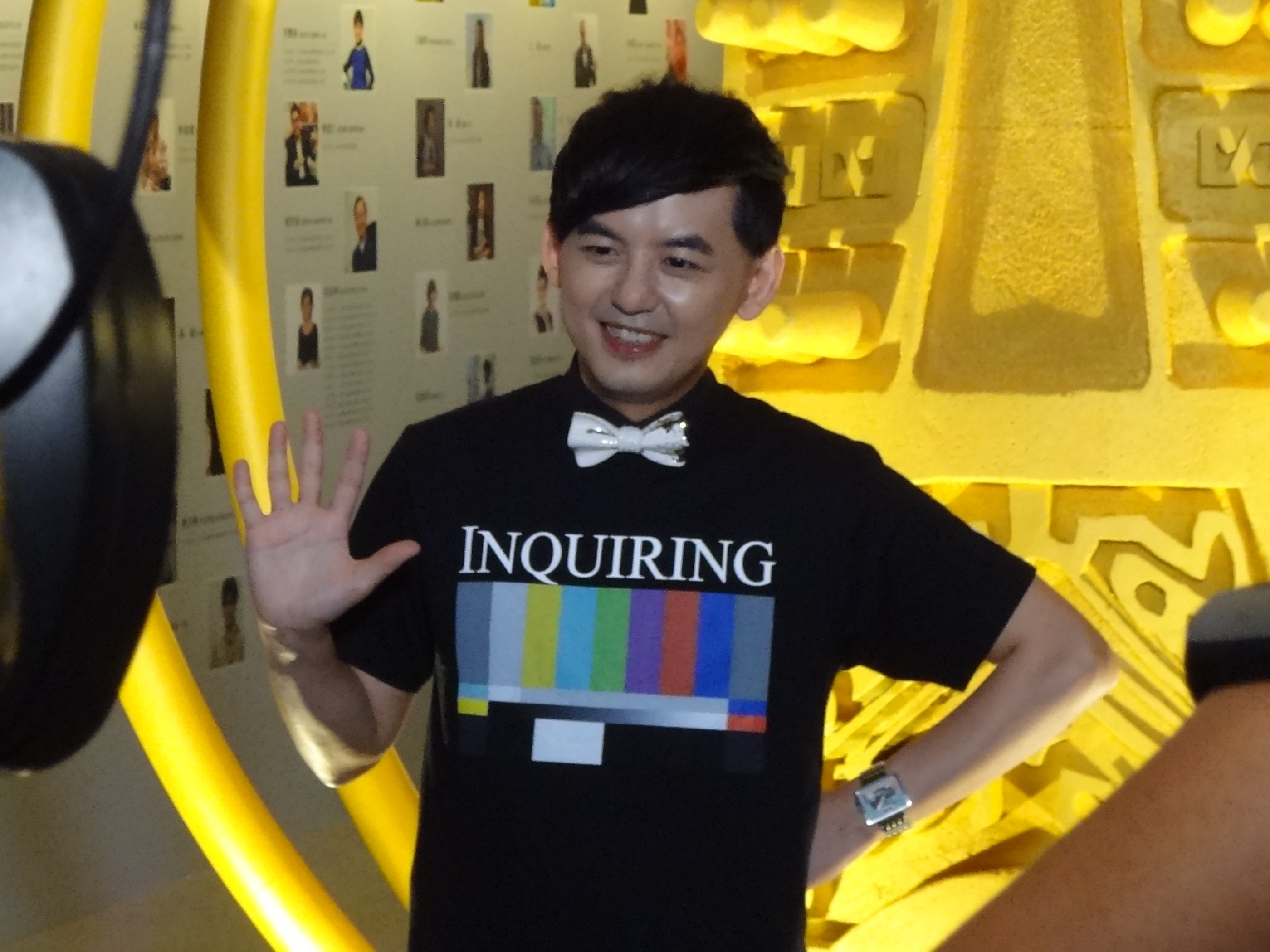
案件受指控人，黃子佼

黃子佼性犯罪醜聞源於2023年臺灣＃MeToo運動中一宗涉及男藝人黃子佼的性騷擾事件，而後又牽扯出其持有兒童色情影片。

## 案情
2023年6月19日，旅法網紅Zofia在Facebook上指控某男主持人在她17歲時強吻、拍攝未成年少女私密照片。文章發表後，Zofia收到多名同樣遭受黃子佼性騷擾的訊息指控。黃子佼於同日下午拍攝影片承認犯案。
同日，黃子佼於酒後網路直播中加碼爆料，引發社會討論。在不久後黃子佼傳出自殘，被轉送到林口長庚醫院急救，無生命危險，其妻孟耿如出面表示「會一起面對，一起彌補曾經犯過的錯誤」。
此外，在檢警調查黃子佼涉嫌性侵案期間，在黃被扣押的個人硬碟中發現了上百部女性裸體、性交的影像，其中有7片的女主角尚未成年。黃子佼坦承影像是過去6年來，從有台版N號房之稱的偷拍論壇「創意私房」購得。臺灣臺北地方檢察署在2024年4月依該國《兒童及少年性剝削防制條例》無故持有少年性影像罪，給予緩起訴處分，並要求其繳納新台幣120萬元，並寫具悔罪書。同月，黃子佼再度被指控妨害性自主。
5月，黃子佼被控《中華民國刑法》強制猥褻罪獲得不起訴處分，而持有兒少性影像的部份改依《兒童及少年性剝削防制條例》起訴。8月，檢方查出黃子佼持有的性影像中，除了先前的7人，另有41人未成年，移送台北地方法院併辦。
12月3日，台北地院以購買且持有2259個兒少性影像，在法院審理期間改口否認犯行，沒有悔改意思，與被害人未達和解等因素為由，依《兒童及少年性剝削防制條例》第39條「無正當理由持有兒童及少年性影像罪」，判處黃子佼有期徒刑8個月，併科罰金新台幣10萬元，全案可上訴。

## 反應

### 2023年
6月19日，黃子佼所代言「國民法官」多支影片，司法院公告表示取消所有與黃子佼的合作關係，並改為陳淑芳來合作完成。另外，台北市電影委員會也發出聲明，正式取消黃子佼的代言。以及，新北市政府勞工局也公告決定終止該年度「新北視障按摩小棧」代言人的合作。
而由TVBS歡樂台播出的《未來少女》女子團體選秀節目於6月20日發表聲明，節目組收到黃子佼經紀人回復確認，由於黃子佼身心狀況因素緣故，確定不再參與並請辭該節目錄製主持工作。根據《三立新聞》報導，黃子佼每月平均損失新臺幣400萬元的收入。6月21日寶島眼鏡直接將所有代言照片與影片等廣告宣傳全部下架。6月29日《大老闆聯盟》節目組發出聲明，因娛樂圈發生MeToo運動事件，節目也在6月中旬暫停錄影，節目架構進行調整後，並宣布7月6日重新進棚錄影時改請王仁甫擔任主持人。

### 2024年
4月5日，藝人隋棠發文表示，未來不再參與黃子佼相關的演藝工作，並指出任何一位偷拍論壇會員在網站上的任何消費，都等同在支持兒童色情以及邪惡的交易。4月8日，世新大學針對此事件表示，因其行為嚴重損害校譽，校方於清明連假期間緊急召開評議委員會會議，並依「傑出校友選拔辦法」第8條規定，通過除名決議。校方會後隨即從官方網站移除黃子佼的相關資訊。
中華民國衛生福利部次長李麗芬在4月6日表示，目前衛福部與黃子佼先生沒有任何合作關係，未來也不會與他合作，衛福部未來在邀請合作、代言對象時，會考量對方整體形象，以及與主題契合等面向。兒少活動大使羅志祥在4月10日對黃子佼的行為表示：「這是非常不好的事情，兒少不知情、無知被迫，做了錯誤的判斷，我們要了解探討這個議題，不下載、不支持、不購買、不觀看！」同日，苗博雅透過網路直播勸勉直播主統神尊重禁止侵犯未成年人士的法律。
9月11日，台北地檢署偵結黃子佼涉及K小姐的性侵案件，因「罪嫌不足」予以不起訴處分。K小姐曾指控 2006 年時，17歲的她被黃子佼邀請至內湖住家拍攝泳裝照，期間遭其猥褻與性侵。然而，檢方查驗黃子佼的隨身碟後，未發現關鍵影像證據，最終決定不起訴。對此，最早揭露黃子佼行為的部落客 Zofia 在 IG 發文表示不滿，寫下「LA JUSTICE SERA RENDUE 早晚會有報應」。Disney+已將黃子佼參與配音的《怪獸電力公司系列》台灣國語配音版本下架。
12月3日，藝人吳宗憲在得知該案一審判決結果後向媒體表示：「他是我們演藝界最大的恥辱，他早就被判處社會性死亡了。應該說，在我的世界裡，對台灣的藝能界而言，早就沒有這個人了。」

## 影響

### 修法
該事件促使立法院社會福利及衛生環境委員會加速《兒童及少年性剝削防制條例》修法，2024年4月29日及5月1日審查該條例部分條文修正草案。為彌補持有兒少性影像罰則過輕的法律缺漏，立法院於同年6月5日及6月19日進行朝野黨團協商，最終於7月12日三讀條文明定，支付對價觀覽兒少性影像者，最重可處7年有期徒刑，得併科新台幣100萬元罰金。

### 孟耿如之戲份遭刪減
黃子佼之妻孟耿如主演的電視劇《我們與惡的距離 II》因與案件相關的社會關注而引發部分觀眾抵制聲浪，有觀眾要求其戲份完全刪除。公共電視在2025年3月25日發布聲明，將對孟耿如之演出進行刪減，僅保留必要戲份。劇組同時就相關處理未臻周延向社會致歉，並表示未來將更審慎處理選角與公共形象間的關聯，重申對兒少性剝削行為零容忍的立場。

### 曾國城和徐乃麟訪談風波
2025年3月11日傳出黃子佼有意復出，曾國城和徐乃麟二人在受訪時表態支持，認為黃是認真的藝人，要留給他一口飯吃，引發輿論反彈。數日內，徐澄清，他並未支持黃子佼回歸演藝圈，也不是為黃辯護；曾也發布道歉聲明。但曾仍丟失代言合約，以及公視節目《一字千金》主持棒。
3月26日，曾國城透過經紀人發聲明澄清，表示「人總是要給別人留一口飯吃」的言論是針對藝人小優，並非黃子佼，認為談話內容遭斷章取義，甚至惡意剪輯。
3月27日，《ETtoday新聞雲》釋出徐、曾二人受訪的完整影片，話題一開始為小優犯錯受教訓；後來記者詢問二人是否認同黃子佼可以復出，徐說了「給人留一口飯吃」、「給人家一條路」，曾說「可以重新來過」、期待回歸、「事情過去就好」等話。